# ET Solar
ET Solar Group is een multinationale fabrikant van  fotovoltaïsche zonnepanelen. Het bedrijf heeft hoofdkantoren in China en Duitsland, en nevenvestigingen in de Verenigde Staten, Zuid-Korea en Italië. ET Solar leverde onder meer zonnepanelen voor de energievoorziening van de Olympische Spelen in Peking.
ET Solar is in 2003 opgericht in Nanking, China. Oorspronkelijk richtte het bedrijf zich voornamelijk op de productie van zonnepanelen. Na 2007 kwam daar de productie van lingots (siliciumbaren) en wafers bij. De Duitse dochter van het bedrijf, ET Solutions AG, begon vanaf 2008 met het installeren van grootschalige kant-en-klare zonne-energiesystemen in Europa.
Hoewel het bedrijf claimt dat het volledig  verticaal geïntegreerd is, werkt het samen met grotere partners als JA Solar en Motech voor het assembleren van de zonnecellen. 
Het bedrijf zal vanaf mei 2010 genoteerd staan aan de NASDAQ.